# Уэсткотт, Фредерик
Фредерик Уэсткотт (англ. Frederic Westcott, ? — 1861) — британский ботаник.   

## Научная деятельность
Фредерик Уэсткотт специализировался на семенных растениях.

## Некоторые публикации
- 1838. Westcott, F; GB Knowles. The Floral Cabinet & Magazine of Exotic Botany. Volume I: Illustrated × A Green.
- 1840. Knowles, GB; F Westcott. The Floral Cabinet, & Magazine of Exotic Botany. Londres: Ed. William Smith, vol. III.